# Менчереп
Менчере́п (рос. Менчереп) — село у складі Біловського округу Кемеровської області, Росія.

## Населення
Населення — 1108 осіб (2010; 1265 у 2002).
Національний склад (станом на 2002 рік):
- росіяни — 93 %